# (500273) 2012 MT3
(500273) 2012 MT3 es un asteroide perteneciente al cinturón de asteroides, descubierto el 12 de junio de 2012 por el equipo del Spacewatch desde el Observatorio Nacional de Kitt Peak, Arizona, Estados Unidos.

## Designación y nombre
Designado provisionalmente como 2012 MT3.

## Características orbitales
2012 MT3 está situado a una distancia media del Sol de 2,813 ua, pudiendo alejarse hasta 3,126 ua y acercarse hasta 2,500 ua. Su excentricidad es 0,111 y la inclinación orbital 13,00 grados. Emplea 1723,98 días en completar una órbita alrededor del Sol.

## Características físicas
La magnitud absoluta de 2012 MT3 es 16,7.